# Actia rubifrons
Actia rubifrons là một loài ruồi trong họ Tachinidae.